# Las Tijeras
Las Tijeras är en ort i Mexiko.   Den ligger i kommunen Centla och delstaten Tabasco, i den sydöstra delen av landet, 700 km öster om huvudstaden Mexico City. Las Tijeras ligger 5 meter över havet och antalet invånare är 202.
Terrängen runt Las Tijeras är mycket platt. Runt Las Tijeras är det ganska glesbefolkat, med 21 invånare per kvadratkilometer. Närmaste större samhälle är San José, 1,9 km söder om Las Tijeras. Omgivningarna runt Las Tijeras är en mosaik av jordbruksmark och naturlig växtlighet.